# غونتر مارتنز
غونتر مارتنز (بالألمانية: Hans-Günter Martens) (و. 1930 – 2001 م) هو ممثل، ومقدم برامج إذاعية، من ألمانيا، ولد في هامبورغ، توفي عن عمر يناهز 71 عاماً.

## وصلات خارجية
- غونتر مارتنز على موقع IMDb (الإنجليزية)
- غونتر مارتنز على موقع ألو سيني (الفرنسية)
- غونتر مارتنز على موقع ميوزك برينز (الإنجليزية)
- غونتر مارتنز على موقع قاعدة بيانات الأفلام السويدية (السويدية)
- غونتر مارتنز على موقع قاعدة بيانات الفيلم (الإنجليزية)
- غونتر مارتنز على موقع كينوبويسك (الروسية)